# Jason Rebello

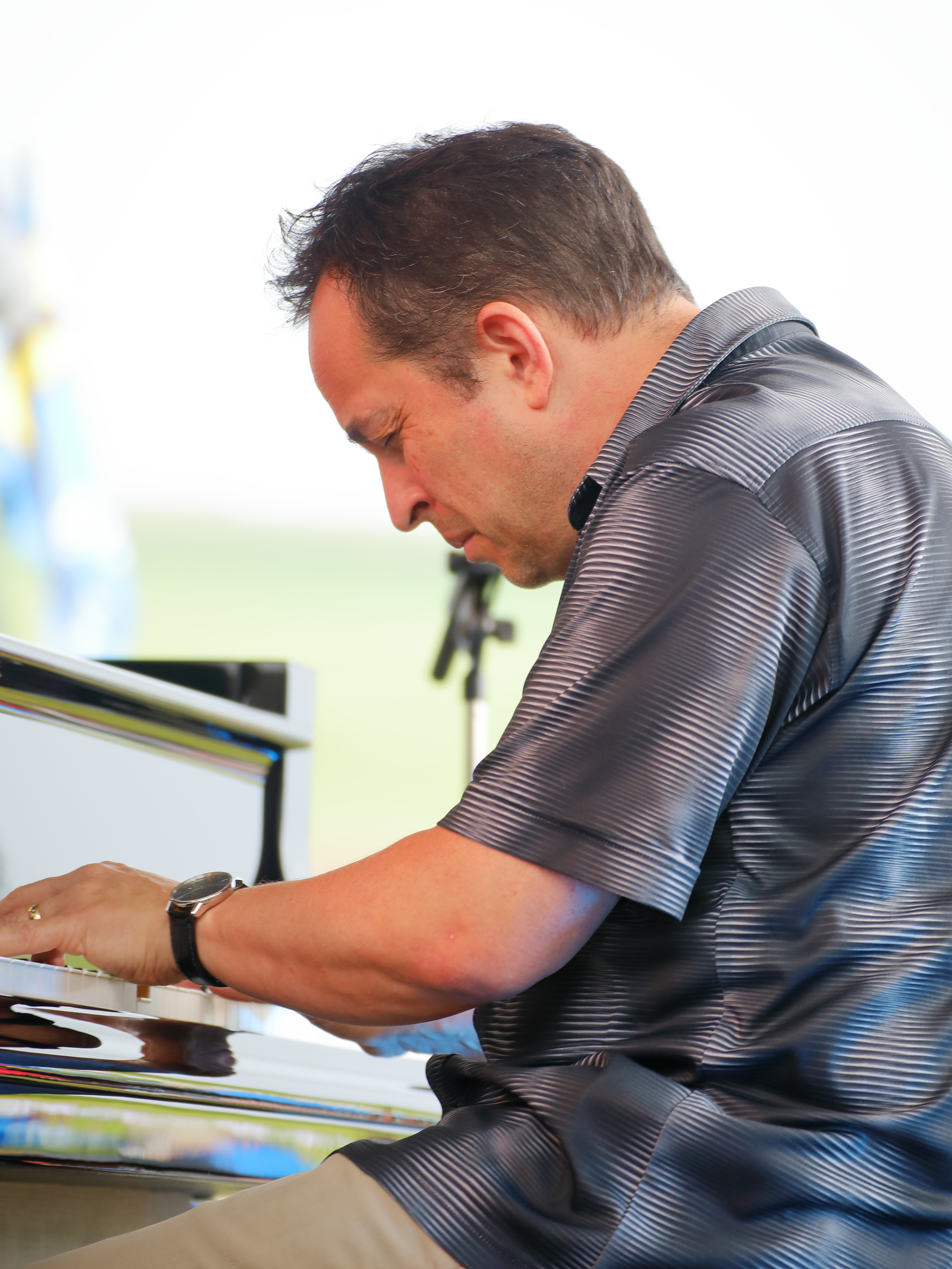
Jason Rebello auf dem INNtöne Jazzfestival, 2020

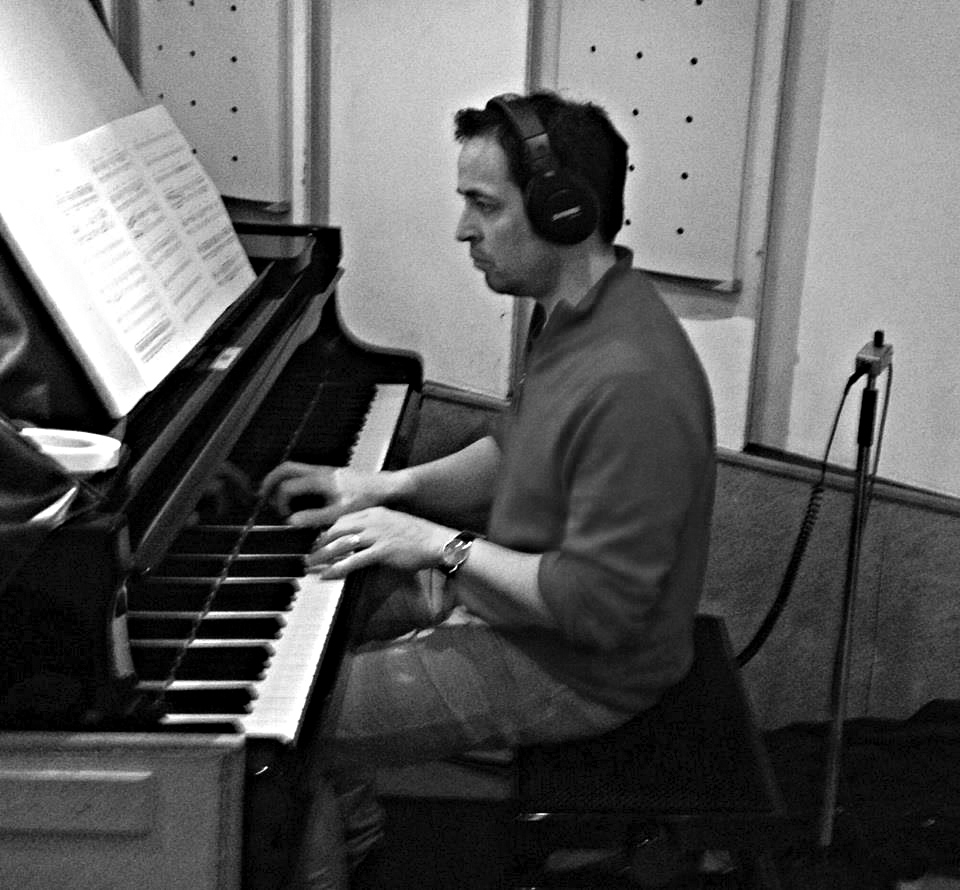
Jason Rebello im Studio, 2013

Jason Rebello (* 29. März 1969 in London) ist ein britischer Pianist, der vor allem im Bereich der Fusion- und Jazzmusik hervorgetreten ist. Einem breiteren Publikum wurde er bekannt, als ihn Sting in seine Band holte.

## Leben und Wirken
Rebello lernte ab dem neunten Lebensjahr Klavier. Mit 16 Jahren war er Mitglied des Four on Four Quartet. Dann studierte er Klavier und machte seinen Abschluss an der Guildhall School of Music. 1988 begleitete er Alan Skidmore auf dessen Album A Tribute to Trane; in den nächsten Jahren trat er auch mit Jean Toussaint, Steve Williamson, Cleveland Watkiss und Tommy Smith auf. Sein Debütalbum A Clearer View wurde von Wayne Shorter produziert, mit dem er in den USA und Japan auf Tournee war.
Weiter arbeitete er mit Art Blakey, Tim Garlands Lammas, Courtney Pine, Gary Burton, Branford Marsalis, Chaka Khan, Des’ree, Bud Shank, Mica Paris, Gerard Presencer und Carleen Anderson. Zwischen 1998 und 2003 gehörte er als Nachfolger von Kenny Kirkland zur Band von Sting und war an dessen Alben Brand New Day, All This Time and Sacred Love beteiligt. Er ist auch auf Aufnahmen von Guy Barker, Julian Joseph, Tommy Smith, Pee Wee Ellis (The Spirit of Christmas) und Jean Toussaint zu hören.
Seit 2006 war er auch mit Jeff Beck auf Tournee; er hat auch dessen Album Emotion & Commotion (2010) mit eingespielt. Auch schrieb er Songs für Nerina Pallot.

## Preise und Auszeichnungen
Rebello erhielt den Pat Smythe Award. Das Magazin The Wire zeichnete ihn 1988 als den vielversprechendsten Newcomer aus. Weiterhin wurde ihm der Perrier British Jazz Award zugesprochen.

## Diskographische Hinweise
- A Clearer View (1990)
- Keeping Time (1993, mit Jocelyn Brown und Marianne Jean-Baptiste)
- Make It Real (1994)
- Last Dance (1995, mit Joy Rose)
- Next Time Round (1999, mit Mark Turner und Jeff Tain Watts)
- Tears (2000, mit Joy Rose)
- Jazz Rainbow (2007)
- Anything but the Look (2013, mit Will Downing und Pino Palladino)
- Tim Garland & Jason Rebello: Life to Life (2022)

als Sideman:
- Vaughan Hawthorne – Emanon (1987)
- Tim Garland – Enter the Fire (1997)
- Sting – Brand New Day (1999)
- Sting – ...All This Time (2001)
- Sting – Sacred Love (2003)
- Guy Barker Quintet – Holly J (2005)
- Manu Katché – Third Round (2010)

## Lexigraphische Einträge
- Ian Carr, Digby Fairweather, Brian Priestley: Rough Guide Jazz. Der ultimative Führer zur Jazzmusik. 1700 Künstler und Bands von den Anfängen bis heute. Metzler, Stuttgart/Weimar 1999, ISBN 3-476-01584-X.
- John Chilton: Who’s Who of British Jazz. Continuum, London 2004, ISBN 0-8264-7234-6